# Долбі (театр)
Театр «Долбі» (англ. Dolby Theatre, раніше відомий під назвою «Кодак») — театр у Лос-Анджелесі, що відкрився 9 листопада 2001 року і відтоді став постійною ареною проведення церемонії вручення премії «Оскар». Будівництво театру спонсорувала американська компанія «Eastman Kodak», що вклала в проєкт 75 млн доларів, аби театр отримав її ім'я, однак у лютому 2012 року через скрутне фінансове становище компанії вона відмовилась спонсорувати театр і він був перейменований.
Театр може вмістити близько 3400 осіб, а його сцена є однією з найбільших у США. Академія кінематографічних мистецтв і наук орендує театр за тиждень до проведення церемонії, а в інший час там проходять концерти, шоу та вручення інших нагород. Іноді приміщення театру орендують для проведення приватних заходів, наприклад, весіль.